# Heraldika
Heráldika ali grboslovje je pomožna zgodovinska veda, ki preučuje grbe. Vsa vedenja in znanja, ki jih obsega heraldika, zaradi svoje obširnosti tvorijo posebno umetnostno zgodovinsko vedo. 
V Sloveniji je deloval Vito Jurečič (1937–2024), ki je oblikoval mnoge občinske grbe in deloval tudi na mednarodnem področju. Pri nas za to področje skrbi društvo Heraldica Slovenica.
Začetek grboslovja postavljamo v sredino 12. stoletja (približno v leto 1150, v čas križarskih vojn), ko se je začel uveljavljati srednjeveški družbeni red - fevdalizem. Zaradi obilice simbolike, ki se pojavlja v grbih, je grboslovje v tesni prepletenosti z rodoslovjem (genealogija), družboslovjem (sociologija), umetnostno zgodovino, orožarsko, socialno, politično, gospodarsko, cerkveno in še kakšno zgodovino.
Grboslovje v grobem delimo na:
- splošno teorijo grboslovja;
- zgodovino grboslovja;
- grboslovno pravo;
- grboslovno oblikovanje in slikanje.

Splošna grboslovna teorija razlikuje štiri glavne zvrsti:
- krajevno grboslovje (grbi vasi, trgov, mest, občin, pokrajin, dežel);
- cerkveno grboslovje (grbi cerkvenih dostojanstvenikov, bratovščinh, škofij, cerkvenih redov);
- grboslovje stanovskih združenj (cehovskih skupnosti, narodnih skupnosti, v novejšem času političnih strank, društev, sindikatov,...);
- osebno in rodbinsko grboslovje (grbi posameznikov in njihovih potomcev).

## Heraldična območja
Heraldika se nedvomno spreminja skozi različne regije, saj razvoj grboslovja ni potekal enakomerno. Tako v Evropi poznamo sedem glavnih heraldičnih območji:
- srednjeevropska heraldika[2] (obsega Srednjo Evropo in v grobem tudi območje Svetega rimskega cesarstva),

- Celovit grb Prusije.
- Mali grb Nemškega cesarstva.
- Mali grb Avstrijskega cesarstva.

- italsko-beneška heraldika[3] (obsega območje starih italijanskih državic),

- Grb Beneške republike.
- Veliki grb Kraljevine Italije.
- Grb Neapeljskega kraljestva.

- iberska heraldika[4] (obsega Iberski polotok, delimo jo na špansko in portugalsko heraldiko),

- Sodobni grb Španije.
- Grb Kraljevine Portugalske.
- Grb Andore.

- angleško-škotska[5] (britanska) heraldika (obsega območje Anglije in Škotske),

- Grb Kraljevine Anglije.
- Grb Kraljevine Škotske.
- Grba Združenega kraljestva- desni je uporabljen v Angliji, levi pa na Škotskem.

- francoska heraldika[6] (obsega območje današnje Francije),

- Grb Kraljevine Francije.
- Grb Prve francoske republike.
- Grb Prvega francoskega cesarstva.
- Neuradni emblem današnje Francije.

- skandinavska heraldika[7] (obsega nordijske države),

- Zgodovinski in prav tako sodobni grb Norveške (mali).
- Grb današnje Švedske (mali).
- Grb Danske, ki se uporablja le na celinski Danski, ne pa tudi na Grenlandiji in Ferskih otokih.
- Zgodovinski grb Islandije- grb Islandske skupnosti.
- Grb Finske, ki je bil tudi v uporabi pod Rusijo.

- vzhodnoslovanska heraldika (v grobem obsega območje Ruskega imperija).

- Grb Ruskega imperija.
- Zgodovinski grb Poljske kraljevine.
- Grb Republike obeh narodov.

Poznamo še nekaj heraldičnih območji, ki imajo značilno heraldiko, vendar jih obravnavamo pod okriljem zgoraj navedenimi območji: ruska, baltska, kavkaška heraldika (ki bi jih lahko obravnavali pod vzhodnoslovansko); belgijska, karpatska, helvetska oz. švicarska heraldika (ki bi jih lahko obravnavali pod srednje-evropsko); kanarska heraldika (pod ibersko); irska heraldika (pod angleško-škotsko). Potem je tu še balkanska (ilirska) heraldika, ki temelji na Fojniškem grbovniku in jo težko povežemo s katerokoli skupino.

Na slovenskem ozemlju se pojavlja srednjeevropska heraldika, ob obalnih mestih pa italsko-beneška heraldika.
- Grb Koroške
- Grb Istre, ki je nastal pod Benečani.

Zunaj Evrope se je heraldika razvila šele, ko so prišli na to območje kolonizatorji ali se je heraldika razširila še tam. Ponekod zunaj Evrope se pojavljajo tudi t.i. atributirani (ang. attributed) grbi, ki so grbi podeljeni posameznikom ali območjim, ki so bili pokonji oz. niso več obstajala ob začetku heraldike (tako se ponekod omenja celo grb Jezusa).
Tako lahko tudi območja, kjer je heraldika nastopila pozneje kot v Evropi, razdelimo na heraldična območja:
- Anatolija[17] (današnja Turčija),
- "Mundus Novus"[18] (dobesedno Novi svet, območje Amerike),
- Sveta dežela[19] (heraldika na območju križarskih držav).

## Zgodovina heraldike

### Predheraldično obdobje
To obdobje je v grobem trajalo  do leta 1150. Že stara ljudstva so za ločevanje med sabo uporabljala različne geometrijske like. Takšne bojne znake so uporabljali že Asirci in Hetiti, najbolj pa Rimljani in Grki. Rimljani so za svoj simbol uporabljali orla (aquila), ki je bil tudi simbol vojaških enot. Grki pa so uporabljali razne znake za svoje bogove (sova za Ateno, lira za Apolona). V času 10. in prvi polovici 11. stoletja so začeli vitezi uporabljati, kasneje sprejete heraldične elemente- heraldična lilija, vrtnica, levi, panterji, zmaji. Takrat tudi grbi dobijo označevalno lastnost, poznani pa so že terminološki izrazi v stari francoščini, ki se združijo s staro angleščino, ko Viljem Osvajalec postane prvi angleški kralj.
- Rimski "aquila".

### Bojna heraldika
To obdobje je trajalo od 1150 do 1300. V tem obdobju se začnejo križarske vojne, v katerih so morali vitezi izmed množice plemičev ločiti prijatelja od sovražnika. Prav zaradi prepoznavnosti je bilo potrebno, da je podoba na ščitu preprosta in hitro ločljiva. Takrat se tudi pojavi krajevna heraldika. Navzočnost heraldike v naših deželah predstavljajo grbi trgov in mest, datirani konec 12. stoletja.
- Naslikan prizor iz bitke pri Arsufu, del tretje križarske vojne.

### Turnirska heraldika
To obdobje je bila zlata doba turnirjev in tudi same heraldike, trajalo pa je od 1300 do 1500. Zaradi dodatne prepoznavnosti na viteških turnirjih so se takrat razvili tudi šlemni okrasi, podoba na ščitu pa je vse bolj označevala nosilca po njegovih lastnostih. V slovenskih deželah beležimo ravno v tem obdobju prve evidenčno urejene heraldične zbornike.
- Razstava šlemov na viteškem turnirju.
- Šlemni okrasi na turnirjih so poskrbeli za večjo prepoznavnost.

### Diplomska heraldika
V tem obdobju so se končali viteški turnirji, trajalo je od leta 1500 do približno 1970. Takrat so grbi postajali vse bolj okrasni element, vladarskih hiš in držav. Takrat je bilo v grboslovje uvedeno razkošno okrasje. Grbi so postajali čedalje bogatejši in razdeljeni na vedno več polj, v premem sorazmerju z bogastvom njihovega lastnika. Z Napoleonovimi osvajanji so se razširili t.i. Napoleonovi atributi, ki niso heraldično pravilni (npr. Napoleonov orel), kar je bil hud udarec za heraldiko.
- Razkošno okrasje na grbu Avstro-Ogrske.
- Veliki grb Ruskega imperija.

### Restituirana heraldika ali obnovljeno, povrnjeno grboslovje
To obdobje se je začelo približno leta 1970. V njem so začeli strokovnjaki v heraldiko uvajati atribute in značilnosti njenega zlatega obdobja – turnirske heraldike. Gre za povzdig grboslovja na njegovo pravo raven. Oblikovanje grbov po zapisanih pravilih, na gotskih ščitih, z določenimi barvami in lepotno kakovostjo.